# Marche Saint-Christophe de Marbaix-la-Tour
La Marche Saint-Christophe est une marche folklorique de l'Entre-Sambre-et-Meuse se déroulant au mois de juillet de chaque année dans le village de Marbaix-la-Tour, dans le Hainaut en Belgique.
C'est un pèlerinage pour saint Christophe.

## Histoire
La marche voit le jour en 1958. La procession religieuse, elle, se déroule depuis 1921.
Elle est affiliée à l'Association des Marches Folkloriques de l'Entre-Sambre-et-Meuse depuis le 8 avril 2005 sous le numéro 28.

## Organisation
La marche se déroule le dernier dimanche du mois de juillet de l'année.